# Matosaari (ö i Norra Savolax, Inre Savolax, lat 63,01, long 26,63)
Matosaari är en ö i Finland. Den ligger i sjön Nilakka och i kommunen Tervo i den ekonomiska regionen  Inre Savolax ekonomiska region  och landskapet Norra Savolax, i den centrala delen av landet, 300 km norr om huvudstaden Helsingfors. Öns area är 1,1 hektar och dess största längd är 240 meter i sydväst-nordöstlig riktning.